# Мелиховское сельское поселение (Белгородская область)
Ме́лиховское се́льское поселе́ние — муниципальное образование в Корочанском районе Белгородской области.
Административный центр — село Мелихово.

## История
Мелиховское сельское поселение образовано 20 декабря 2004 года в соответствии с Законом Белгородской области № 159.

## Население
| 2010  | 2011  | 2012  | 2013  | 2014  | 2015  | 2016  | 2017  | 2018  |
| ----- | ----- | ----- | ----- | ----- | ----- | ----- | ----- | ----- |
| 1941  | ↘1937 | ↗2016 | ↗2138 | ↗2308 | ↗2517 | ↗2629 | ↗2755 | ↗2882 |
| 2019  | 2020  | 2021  |       |       |       |       |       |       |
| ↗3005 | ↗3023 | ↗3162 |       |       |       |       |       |       |

## Состав сельского поселения
| № | Населённый пункт | Тип населённого пункта       | Население |
| - | ---------------- | ---------------------------- | --------- |
| 1 | Дальняя Игуменка | село                         | ↗963      |
| 2 | Мелихово         | село, административный центр | ↘977      |
| 3 | Постников        | хутор                        | ↘1        |